# Argental (entreprise)
Pour les articles homonymes, voir Argental.
Argental est une ancienne entreprise d'orfèvrerie française qui a été active pendant les trois premiers quarts du XXe siècle avec son siège et son magasin d'exposition à Paris et son "usine de l'Argental" à Coulommiers en Seine-et-Marne.
Elle paraît avoir été un des promoteurs de l'argenterie par électrolyte de couverts en maillechort, alliage dont argental est devenu le nom générique. 

## Historique
Pendant les Années 1930, l'entreprise crée des nouvelles lignes de couverts modern'style, et le personnel de son usine passe de 250 employés en 1930 à 325 en 1936.
Pendant le Front populaire, une grève des ouvriers se déclenche du 9 juin 1936 avec des revendications, ainsi que par solidarité avec les ouvriers en grève de l'imprimerie voisine Brodart et Taupin. Le Docteur René Arbeltier, député socialiste élu cette année-là, accompagne le délégué syndical pour présenter au directeur de l'usine un cahier de revendications. Pour faire libérer l'usine, le directeur est obligé de porter plainte auprès du procureur de la République. Les archives de cet évènement, et plus généralement de l'entreprise, se trouvent aux Archives départementales de Seine-et-Marne.
L'usine paraît avoir été reprise à partir de 1968 par une autre entreprise d'orfèvrerie, Ercuis.

## Fabrication
Dans ses ateliers établis à Coulommiers, l'entreprise, selon sa raison sociale, "manufacture des couverts, de l'orfèvrerie en maillechort, avivé et argenté".
Chaque pièce d'orfèvrerie est constituée d'un certain nombre d'éléments préparés séparément, découpés, matricés, laminés ou emboutis, repoussés, tournés, ciselés.
À chaque étape intervient un ouvrier (planeur, tourneur, repousseur, orfèvre). La pièce finale est assemblée par brasage à l'argent, soudure à l'étain puis éventuellement sertie. Elle est ensuite ciselée avec un très grand soin.
Une fois assemblée, chaque pièce est polie puis argentée par électrolyse. Une fois contrôlée, la finition du métal est ainsi parfaite.

## Marques, poinçons
Son poinçon est un losange avec une tête de hallebarde encadrée de Sté et A.
La marque Argental était toujours commercialisée en 1974.